# História imediata
A história imediata é um campo dos estudos históricos voltado ao estudo do período histórico recente em que o historiador está inserido, não apenas interpretando os discursos dos outros, mas também se tornando testemunha do desenrolar da história.
Embora a prática do historiador de mostrar interesse pela sua época seja tão antiga quando a própria disciplina História, como campo dos estudos históricos, a História Imediata só foi reconhecida recentemente no meio universitário. Atualmente, são considerados referenciais desta abordagem teórica textos como A História da Revolução Russa de Leon Trótski, Guerra das Gálias de Júlio César, História da guerra do Peloponeso de Tucídides e A estranha derrota de Marc Bloch, já que, todos eles, estavam produzindo um tipo de História imediata, ainda que não soubessem.
O que diferencia a História imediata da História do tempo presente é a participação direta do historiador nos acontecimentos. Nos textos sobre a História do tempo presente, tal como O 18 de brumário de Luís Bonaparte de Karl Marx, o historiador não participa diretamente dos acontecimentos, enquanto na História imediata, o historiador tem envolvimento direto no processo histórico que ele próprio narra.
A História imediata também não deve ser associada ao termo História contemporânea que, por sua vez, corresponde ao período de consolidação do sistema capitalista, assim como suas contradições internas e sua hegemonia em escala global. Desta forma, a História do tempo presente seria a fase mais recente da História contemporânea.
No livro Questões para a história do presente de Agnès Chauveau e Philippe Tetard, os autores comentam três grandes diferenças entre a História imediata e a história de períodos anteriores. A primeira, se dá pelo fato da superabundância das fontes por causa dos meios de comunicação e da informática, da história oral e das fontes audiovisuais, como a fotografia, o filme, etc. A segunda diferença, seria a grande subjetividade da História imediata por conta da dificuldade do historiador em conciliar seu engajamento pessoal e o seu dever profissional. A última e terceira diferença seria a ignorância do futuro. Isto se dá porque a História imediata, devido ao seu caráter imediatista, estaria privada do conhecimento do futuro, o que não acontece com os historiadores do passado, que sabem um pouco mais sobre o desenrolar de eventos já distantes no tempo.